# Photo Channel
Photo Channel és un canal de la consola Wii disponible per defecte al menú Wii. La seva funcionalitat principal permet la visualització de fitxers d'imatges i vídeos, per exemple, d’una carta SD. No és possible utilitzar el canal al menú Wii de la Wii U de manera oficial, ni a la Wii mini, que manca una entrada per a cartes SD.

## Funcions
El canal habilita la visualització de fotografies d'una de les dues fonts següents:
- Imatges i vídeos presents en una carta SD inserida dins la consola, per exemple aquella d'una càmera digital.
- Imatges incloses en missatges del Wii Message Board, que poden provenir dels jocs o haver estat rebudes mitjançant el servei desaparegut WiiConnect24.

El canal mostra totes les imatges, que es poden engrandir, empetitir o girar.

### Menú «Fun!»
Aquest menú conté tres eines per manipular les imatges. Les edicions són temporals i no es poden desar.
- Mood: Permet modificar la lluminositat de la imatge, canviar-la a blanc i negre, invertir-ne les colors, o afegir-hi contrast.
- Doodle: Proposa una eina per dibuixar o afegir icones sobre la imatge.
- Puzzle: És un minijoc que genera un trencaclosques a partir de la imatge. Resta desada una classificació d'aquells que s'han resolt més ràpidament. Inclou cinc dificultats: 6 peces, 12 peces, 24 peces, 48 peces i 192 peces. Aquesta última opció està amagada i només apareix en mantenir el botó 1.[4][5]

### Menú «Post»
És possible enviar una imatge al Wii Message Board del menú Wii i, d'aquesta manera, desar les imatges a la memòria de la consola. Les imatges desades al Wii Message Board es podien enviar als usuaris afegits com a amics mitjançant el servei WiiConnect24, ara discontinuat. Aquest menú també permet establir una imatge específica com a la icona del canal al menú Wii.

### Menú «Slideshow»
El canal permet mirar una presentació diaporama de totes les imatges. Aquesta presentació pot ésser personalitzada: els usuaris poden canviar l'ordre de les imatges, els efectes i la cançó del fons. A més dels temes inclosos, és possible utilitzar qualsevol fitxer d'àudio present a la carta SD.

### Menú «Print Service»
Aquest menú apareix quan el canal Digicam Print Channel està instal·lat a la consola, que només era ofert a la regió japonesa. El menú simplement condueix al canal, avui desaparegut, que permetia als usuaris residents al Japó adquirir impressions de llurs imatges del Photo Channel.